# نشانه‌شناسی فرهنگی
نشانه‌شناسی فرهنگی یک زمینهٔ پژوهشی در نشانه‌شناسی است که به تفسیر فرهنگ از زاویه دید نشانه‌شناسی و به عنوان یک فعالیت نمادین بشری، یعنی فرایند ابداع نشانهها و روش معنا بخشیدن به هرچیز در محیط، اهتمام دارد؛ بنابراین در اینجا فرهنگ به عنوان نظامی از نمادها یا نشانه‌های معنادار درک می‌شود. از آنجا که مهم‌ترین نظام نشانه‌ای، نظام زبان است، این زمینهٔ پژوهشی معمولاً نشانه‌شناسی فرهنگ و زبان خوانده می‌شود. در این زمینهٔ مطالعه نمادها در نظامی سلسله‌مراتبی (پایگانی) تحلیل و در طبقات مشخص مقوله‌بندی می‌شوند.
این زمینهٔ پژوهشی به‌طور خاص مورد توجه مکتب نشانه‌شناسی تارتو - مسکو (اتحاد جماهیر سوسیالیستی شوروی) بوده‌است.